# Scopula lathraea
Scopula lathraea là một loài bướm đêm trong họ Geometridae.